# Gerres chrysops
Gerres chrysops és una espècie de peix pertanyent a la família dels gerrèids.

## Descripció
- El mascle fa 8,3 cm de llargària màxima i la femella 7,7.[5]

## Hàbitat
És un peix marí, de clima tropical i demersal que viu entre 10 i 20 m de fondària.

## Distribució geogràfica
Es troba al golf de Tailàndia.

## Observacions
És inofensiu per als humans.